# آتندورن
آتندورم (بالألمانية: Attendorn) هي بلدة تقع في ألمانيا في أولبه. يقدر عدد سكانها بـ 24,834 نسمة.[متى؟]

## أعلام
- دانيال بيكمان
- مارك هينريش